# 阿西河坛

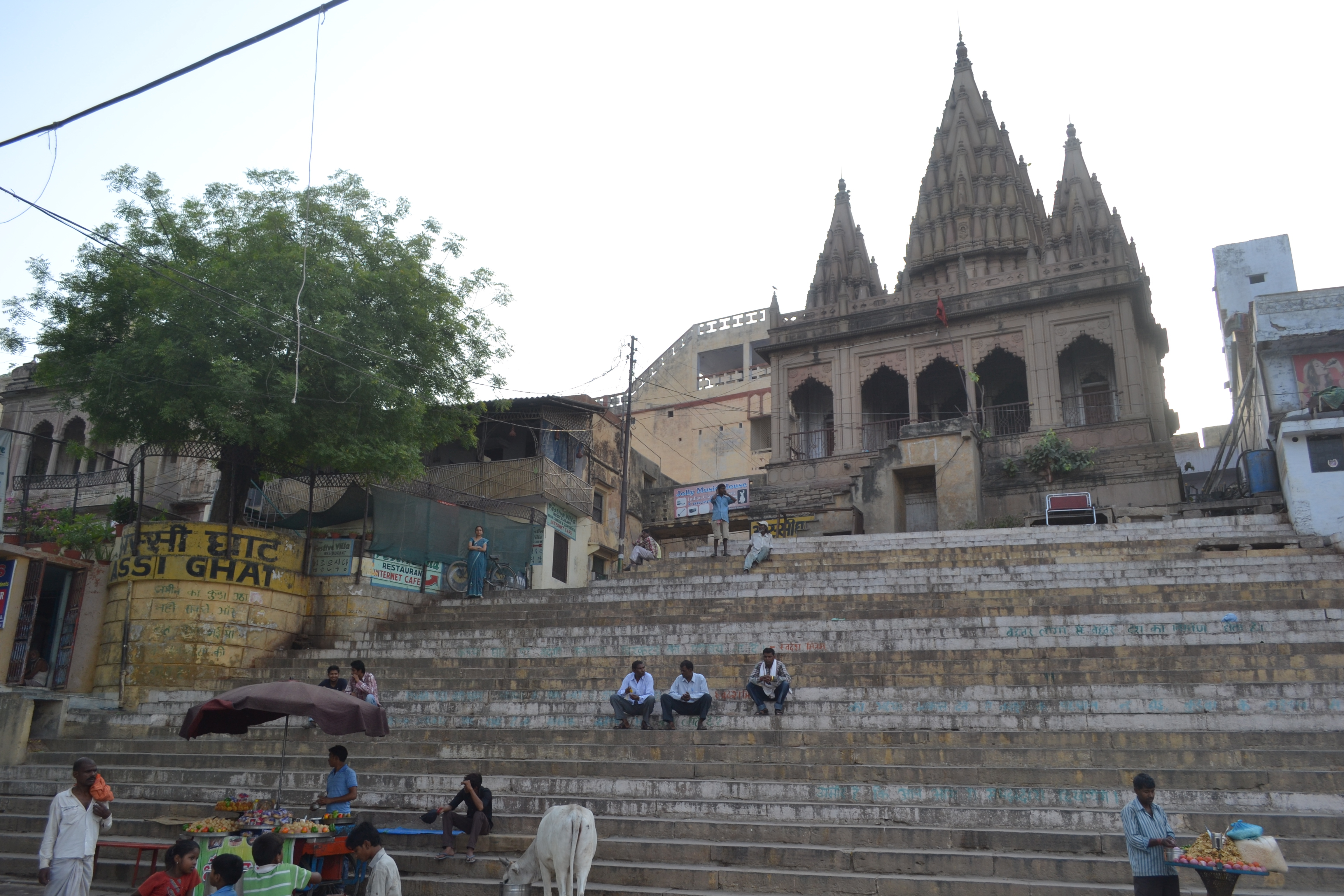
阿西河坛

阿西河坛（Assi Ghat）是印度瓦拉纳西最南端的河坛，也是常被造访的一处河坛。在平日的早晨，每个小时约有300人造访。在湿婆节等节日期间，访客达到22,500人。对大多数游客来说，它是外国留学生和游客生活的地方。
印度教徒相信，杜勒西达斯在阿西河坛留下他天堂般的住所。
2010年瓦拉纳西爆炸后，该市加派警力到阿西河坛街区，以便更快地解决游客可能发生的问题。
2013年的电影《我是你的罗密欧》（Raanjhanaa），是一个瓦拉纳西的故事，有阿西河坛的场景。

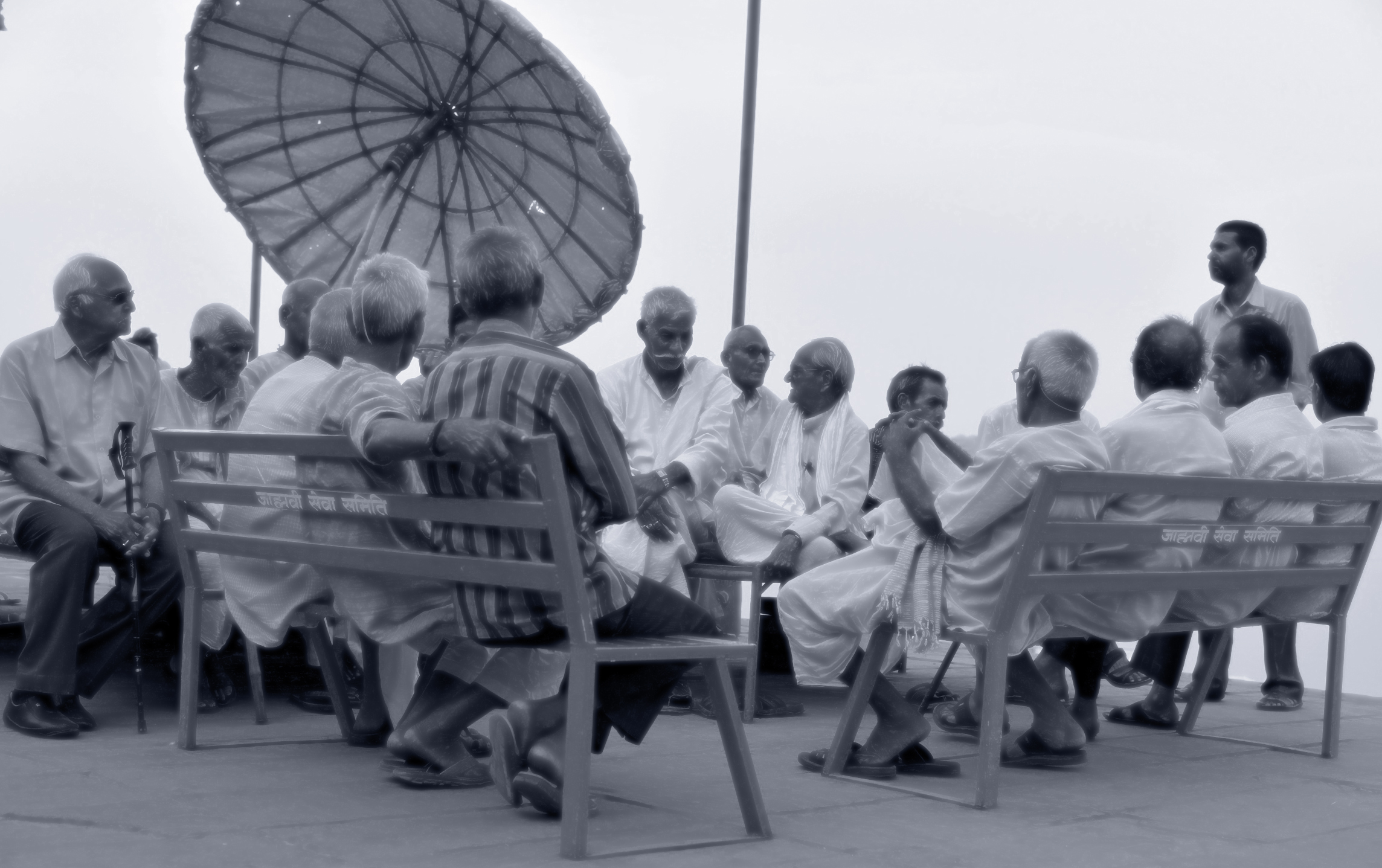

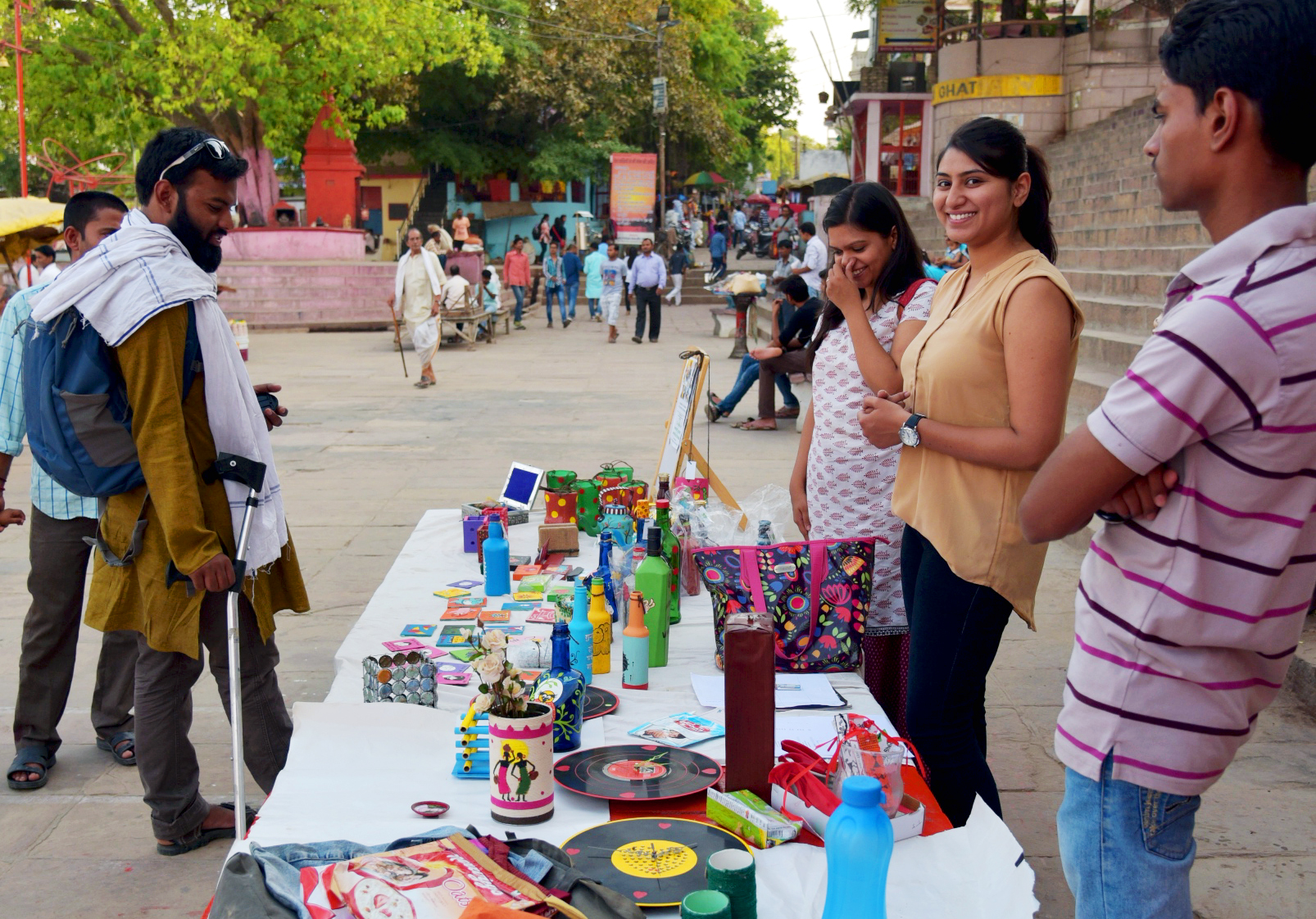